# Alain Hyardet
Pas d'image ? Cliquez ici

a Compétitions nationales et continentales officielles uniquement.

b Matchs officiels uniquement.
Alain Hyardet, né le 28 novembre 1964 à Aix-en-Provence, est un ancien joueur de rugby à XV. Il a joué avec l'équipe de France, évoluant au poste de trois-quarts centre (1,78 m). En 2017, il est entraîneur du club Austin Elite Rugby au Texas en Major League Rugby.

## Carrière de joueur

### En club
Ecole de rugby de l'AS Romagnat (63)
- 1981-1984 : AS Montferrand des cadets A aux juniors Reichel
- Montchanin
- Avignon
- 1986-1994 : AS Béziers
- 1994-1996 : Castres olympique[1]

Il a disputé la première coupe d'Europe de l'histoire avec le Castres olympique en  1995-96 (1 match à Swansea).

### En équipe nationale
Il a disputé son premier test match le 14 octobre 1995, contre l'équipe d'Italie, son deuxième et dernier test match fut contre l'équipe d'Argentine,  le 21 octobre, 1995.

## Carrière d'entraîneur
- 1996-1999 : USA Perpignan
- 1999-2002 : AS Béziers
- 2003-2004 : ASM Clermont
- 2006-2009 : Montpellier RC
- En 2009 il rejoint le club de Marseille Vitrolles en Fédérale 1[3].
- 2009-2011 : Stade phocéen Marseille Vitrolles
- 2014-2015 : USA Perpignan
- 2017- : En 2017 il rejoint le nouveau club d'Austin Elite Rugby au Texas qui évolue en Major League Rugby[4].

## Palmarès de joueur

### En club
- Championnat de France de première division :
  - Vice-champion (1) : 1995

### En équipe nationale
- Sélections en équipe nationale : 2
- Sélections par année : 2 en 1995